# Майор Вихрь (фильм)
«Майор Вихрь» — советский трёхсерийный телевизионный художественный фильм, снятый в 1967 году режиссёром Евгением Ташковым по одноимённому роману Юлиана Семёнова. Премьера состоялась с 8 по 11 ноября 1967 года по Первой программе ЦТ.

## Предыстория
В 1963 году ГРУ рассекретило действовавшую в Польше во время Великой Отечественной войны разведгруппу «Голос». Ею заинтересовался писатель и журналист Юлиан Семёнов, работавший над своим циклом о Максиме Исаеве, и который слышал историю о спасении Кракова ещё в Польше. Получив доступ в архивы ГРУ, он узнал подробности этой операции. 19 августа 1944 года по заданию разведывательного отдела штаба 1-го Украинского фронта в район Кракова была выброшена и активно действовала по 23 января 1945 года разведывательная группа «Голос» в составе командира группы Евгения Степановича Березняка («Голос»), помощника командира группы лейтенанта Алексея Трофимовича Шаповалова («Гроза») и радистки младшего сержанта Аси Фёдоровны Жуковой («Груша»).
Ранее, 27 апреля, также в район Кракова была заброшена группа «Львов», которая из-за предательства командира не сумела выполнить задание. Командир группы был ликвидирован польскими партизанами, а радистка Елизавета Вологодская (псевдоним «Комар») осталась работать в немецком тылу.
Елизавета Вологодская является прототипом радистки Ани из группы «Вихря».
С самого начала у группы «Голос» всё пошло не так, как было задумано. По ошибке пилотов разведчики были выброшены не в том квадрате. Березняк, закопав парашют, отправился искать Алексея с Асей, но безуспешно. У него имелся запасной вариант — найти радистку «Комар». Пройдя много километров, он прилёг для краткосрочного привала, однако его обнаружили немецкие жандармы. Березняк назвался поляком Винценты Патковским, но у него нашли достаточно вещей, чтобы признать его русским агентом. Отпираться было бессмысленно, и, получив признание задержанного, немцы отвезли его в Краков, где сдали гестапо на Поморской, дом 2 («Силезский дом», ныне Исторический музей Кракова).
Арестованным заинтересовался полковник Христианзен, начальник абверкоманды 305. «Голос» сумел убедить полковника, что он — всего лишь связник, и готов на всё, чтобы выжить. Придуманная им легенда требовала посещения краковского рынка, с которого в один из визитов он и сбежал, воспользовавшись случайной суматохой.
Ему удалось связаться с подпольем и встретиться с радисткой Елизаветой Вологодской, однако немцам вскоре удалось запеленговать и арестовать её. По требованию полковника Христианзена она согласилась работать на абвер, но сумела передать сигнал о работе под давлением («Омар» вместо «Комар»). Вологодской также удалось завербовать одного из сотрудников абвера — фельдфебеля Курта Хартманна, который не только организовал ей побег (26 сентября), но и сообщил о готовящемся уничтожении Кракова, после чего группа была перенацелена на спасение города.
«Голосу» было приказано встретиться с Хартманном и организовать через него получение сведений.
От него Березняк узнал: центр города заминирован, а рубильник находится в старом форте в западном предместье. Электрическую цепь должны замкнуть, когда в город войдут советские войска, чтобы завалить их обломками зданий. Получив от группы «Голос» эти сведения, маршал Конев двинул войска не прямо в город, а сначала в обход. Дежуривших в форте эсэсовцев захватили врасплох, и Краков уцелел.
Вернувшись в разведотдел 1-го Украинского фронта, Березняк и Вологодская столкнулись с серьёзным недоверием командования. Особое подозрение вызвала вербовка Хартманна. Её объяснили попыткой глубокого внедрения немецкого агента в органы советской разведки. «Голос» и «Комар» были арестованы и направлены в Подольский фильтрационный лагерь, где содержались утратившие доверие сотрудники. Там они подвергались многочасовым допросам в различной форме и здесь же застали окончание Великой Отечественной войны.
В это время заброшенный в СССР Курт Хартманн сдался в плен и сообщил подробности своей вербовки и организации побега Вологодской. Полковник Христианзен также оказался в руках советской контрразведки. Он, со своей стороны, полностью подтвердил обстоятельства побега Березняка с краковского рынка.
Однако, по словам самого Березняка ему удалось освободиться из фильтрационного лагеря НКВД только благодаря тому, что он смог передать на волю записку. После этого «в разведуправлении узнали, что я попал в такую беду, и спасли, буквально вытянули из этого гиблого места». Затем Вологодская и Березняк были освобождены.
Ещё на задании в Кракове между Березняком и Вологодской начались отношения, что отражено в книге и фильме. После освобождения из лагеря они поженились.

## Сценарий и роман
Получив всю необходимую информацию, Юлиан Семёнов приступил к написанию сценария и книги. Он назвал их по придуманному им вместо «Голоса» псевдониму главного героя — «Вихрь». Писатель сохранил основную канву и многие события: неудачный выброс группы, арест Вихря, его побег с краковского рынка. Псевдоним «Комар» он заменил на «Муху» и дал его персонажу, прототипом которого явился командир группы «Львов». Полковника Христианзена и Курта Хартманна Юлиан Семёнов объединил в одном персонаже — полковнике Берге. Большую роль в своём произведении он уделяет и одному из непосредственных авторов плана по уничтожению польских городов — шефу СД генерал-губернаторства обергруппенфюреру СС Фридриху Крюгеру. Поскольку роман «Майор Вихрь» является частью цикла о Штирлице, то последний также один из действующих лиц. Кроме того, писатель сделал одного из бойцов группы, Колю Гришанчикова, сыном полковника Максима Исаева.
Прототипами главного героя, майора Вихря, являются сразу два человека. Это Евгений Березняк (награждённый высшей польской наградой «Виртути Милитари»), а также друг Юлиана Семёнова, известный писатель Овидий Горчаков (автор повести «Вызываем огонь на себя»), некоторые черты которого он придал главному герою. Но в основном, внешность и характер «Вихря» списаны с Евгения Березняка.
Юлиан Семёнов выбросил из сценария всё, что касается Штирлица. Однако уже через несколько лет, приступив к работе над другим сценарием — «Семнадцать мгновений весны» — писатель попытался сюжетно соединить оба сериала. Эту функцию связующего звена выполняет один из реальных персонажей фильма «Майор Вихрь», появляющийся также и в самом начале сериала «Семнадцать мгновений весны» — шеф СД генерал-губернаторства обергруппенфюрер СС Фридрих Крюгер в исполнении Евгения Кузнецова (в действительности назначение обергруппенфюрера 20 мая 1944 командиром 6-й горнострелковой дивизии СС «Норд» вызвано его давним конфликтом с Гансом Франком).

## Сюжет фильма
В оккупированный Краков советским командованием забрасывается специальная группа, её члены знают друг друга по псевдонимам: «Вихрь», «Коля» и «Аня». Её задача — не допустить готовящегося немцами взрыва города (в рамках особой программы уничтожения очагов славянской культуры). Выброс группы проходит неудачно, все приземляются порознь. Командир группы Вихрь захвачен гестапо, найден также и его парашют. Радистка Аня приходит на конспиративную квартиру, не зная, что её хозяин «Муха» давно перевербован абвером. Только адаптация Коли проходит успешно. Он проходит все проверки, получает работу парикмахера и может слушать болтовню клиентов — немецких офицеров.
Вихрь на допросе рассказывает ложную легенду о себе: он стратегический разведчик ГРУ, заброшен в одиночку, на Краковском рынке в определённые часы его ждет агент-связник. Гестаповцы в числе прочего устраивают ему очную ставку с Мухой. Немцы выводят Вихря в город, чтобы проверить его показания. В рыночной толкотне Вихрю удаётся бежать. Встретившись с польскими подпольщиками, он ликвидирует Муху, предупредив тем самым неизбежный арест Ани и других. Тем не менее во время первого же сеанса связи Аню пеленгуют и арестовывают.
Сотрудник тюрьмы, где содержат Аню, готов за деньги устроить ей побег. Чтобы раздобыть нужную сумму, Вихрь с поляками грабят кассу ресторана. Налёт удаётся, но Аню тем временем переводят в другое место, где подкупленный тюремщик не имеет власти.
Полковник абвера Берг проводит совместную с гестапо операцию по вербовке Ани для последующей радиоигры. Он говорит радистке, что готов сотрудничать с советской разведкой и передавать ценные сведения. Ему почти удаётся убедить Аню в своей искренности. Однако после ареста своего шефа адмирала Канариса в связи с заговором 20 июля, полковник Берг принимает решение уже всерьёз пойти на контакт с советской разведкой. Он встречается с Вихрем и организует побег Ани. От Берга группа Вихря получает информацию о конкретных организаторах взрыва Кракова.
Полякам удалось привлечь на свою сторону немецкого военного журналиста-интеллектуала Трауба, разочарованного в идеях нацизма. Трауб пытается воздействовать на главного исполнителя акции — эсэсовского офицера Либо. Попытка проваливается, Трауб погибает. Зато удается похитить полковника инженерных войск Крауха, который руководил минированием Кракова, и заставить его выдать схему кабельной сети. В последние часы перед разрушением города Вихрь и польские подпольщики находят за городом, раскопав, главные кабели минной системы, перебивают их взрывом и обороняют место подрыва до подхода советских войск. Весь отряд вместе с Вихрем и Аней погибает за минуту до появления советских танков. В живых остаётся только Коля, которому Вихрь поручил переправить Крауха за линию фронта.

## В ролях
- Вадим Бероев — майор «Вихрь»
- Анастасия Вознесенская — Аня
- Виктор Павлов — Коля
- Александр Ширвиндт — Юзеф
- Евгений Тетерин — «Седой»
- Людмила Шляхтур — Крыся
- Игорь Ясулович — Аппель
- Евгений Буренков — полковник Бородин
- Юрий Волынцев — Швальб
- Владимир Кенигсон — Трауб
- Владислав Стржельчик — полковник абвера Берг
- Евгений Кузнецов — шеф СД Крюгер
- Владимир Гусев — «Муха»
- Олег Голубицкий — переводчик
- Георгий Шевцов — Штромберг
- Константин Желдин — гестаповец в штатском
- Борис Бибиков — генерал Нойбут
- Владимир Осенев — полковник-инженер Краух
- Пеэтер Кард — оберштурмфюрер Либо (озвучивание Владимир Дружников)
- Владимир Пицек — парикмахер
- Сергей Голованов — Биргоф
- Валентин Голубенко — сотрудник гестапо, сопровождающий «Вихря» на рынке
- Валентина Шарыкина — девушка, танцующая в ресторане
- Александра Денисова — старая полька
- Артур Нищёнкин — подставной на рынке
- Валентин Кулик — офицер СС, осуществляющий взрыв города
- Хайнц Браун — немецкий офицер в парикмахерской
- Алевтина Румянцева — официантка
- Виктор Филиппов — партизан

## Съёмочная группа
- Автор сценария: Юлиан Семёнов
- Постановка: Евгений Ташков
- Режиссёры: А. Кузнецов, Б. Трофимов
- Главный оператор: Пётр Терпсихоров
- Оператор: П. Кузнецов
- Художники: Вадим Кислых, Лев Семёнов
- Композитор: Андрей Эшпай
- Автор текстов песен: Леонид Дербенёв
- Военные консультанты: Илья Виноградов, Хайнц Браун
- Звукооператор: Александр Рябов
- Дирижёр: Эмин Хачатурян